# Estrep (atletisme)

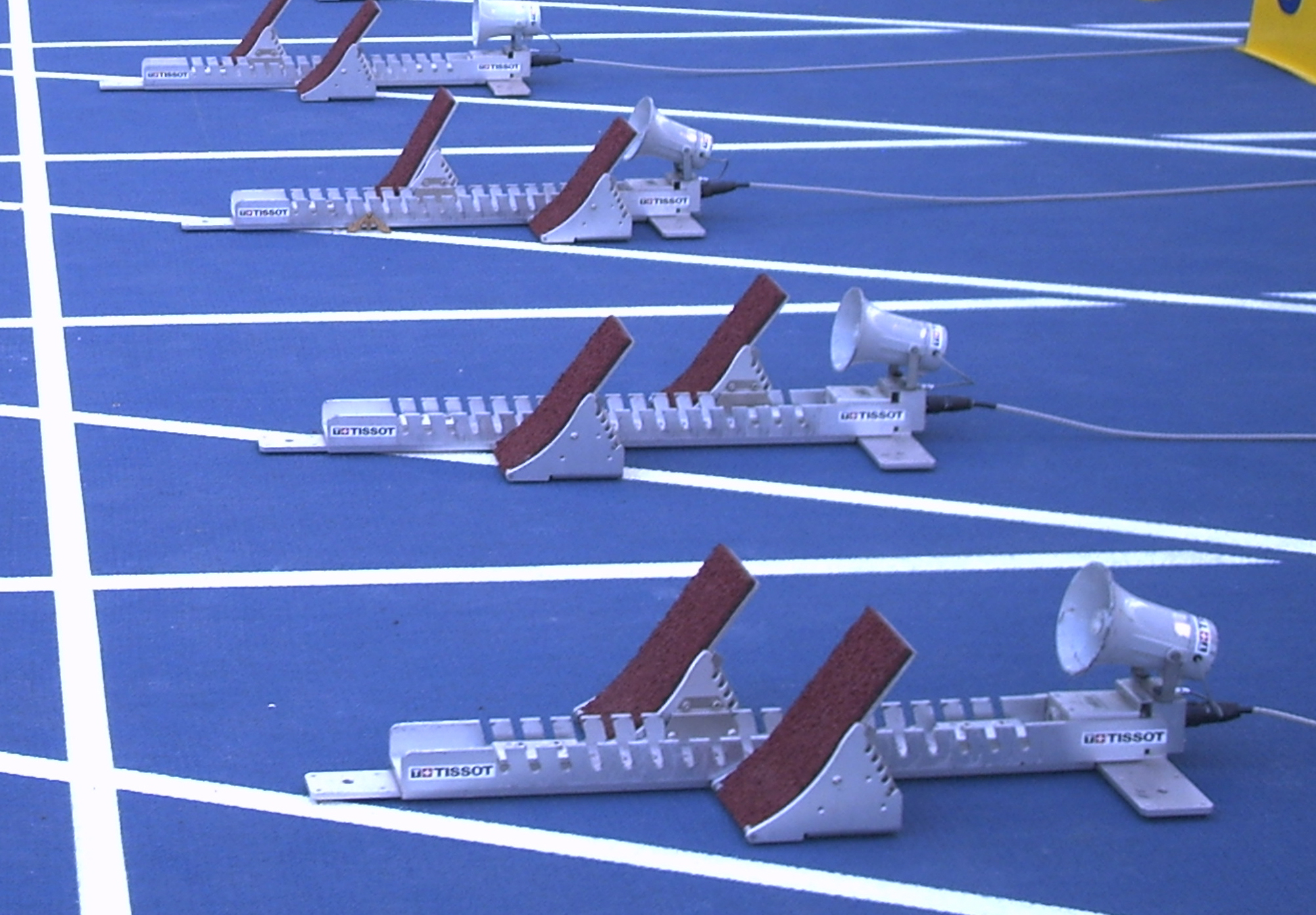
Imatge dels estreps usats en la prova dels 100 metres llisos als Jocs Panamericans de 2007.

L'estrep, també conegut com a blocs de sortida, starting blocks o, simplement, starting, és un element que s'utilitza en el món de l'atletisme per facilitar la sortida dels corredors.
Només s'utilitza en les proves de velocitat de 400m, 200m i 100m, distàncies que poden variar segons la categoria o la temporada (temporada de pista coberta o temporada d'aire lliure).